# 标准性能评估公司
标准性能评估公司（SPEC）是一家美国非营利性公司，旨在“生产，建立，维护和认可一套标准化的计算机性能基准”。
SPEC成立于1988年。SPEC基准广泛用于评估计算机系统的性能。 测试结果已发布在SPEC网站上。
SPEC演变成一个涵盖四个不同群体的保护伞组织。 图形和工作站性能组（GWPG），高性能组（HPG），开放系统组（OSG）和最新的研究组（RG）。